# 語音合成標記語言
語音合成標記語言（英語：Speech Synthesis Markup Language，缩写作 SSML）是以XML為基礎的標記語言，主要是用來支援語音合成應用程式。SSML經常內嵌於VoiceXML語言內以操控互動語音系統，但它也經常被單獨使用，如製作有聲書的時候。
在桌面應用程式方面，其他標記語言就較為受歡迎，像是蘋果電腦內嵌的語音命令以及微軟的SAPI，也同樣是XML標記語言。
SSML是以Java Speech Markup Language（JSML）為基礎，由昇陽電腦所開發。SSML比起C語言和HTML，並不算是一個嚴格的標記語言。

## 範例
以下是SSML文件的範例：
```
<?xml version="1.0"?>

<speak
 
xmlns=
"http://www.w3.org/2001/10/synthesis"

       
xmlns:dc=
"http://purl.org/dc/elements/1.1/"

       
version=
"1.0"
>

  
<metadata>

    
<dc:title
 
xml:lang=
"en"
>
Telephone
 
Menu:
 
Level
 
1
</dc:title>

  
</metadata>

  
<p>

    
<s
 
xml:lang=
"en-US"
>

      
<voice
 
name=
"David"
 
gender=
"male"
 
age=
"25"
>

        
For
 
English,
 
press
 
<emphasis>
one
</emphasis>
.

      
</voice>

    
</s>

    
<s
 
xml:lang=
"es-MX"
>

      
<voice
 
name=
"Miguel"
 
gender=
"male"
 
age=
"25"
>

        
Para
 
español,
 
oprima
 
el
 
<emphasis>
dos
</emphasis>
.

      
</voice>

    
</s>

  
</p>

</speak>

```